# Віктор Вонг
Віктор Вонг (англ. Victor Wong; 30 липня 1927 — 12 вересня 2001) — американський актор.

## Біографія
Віктор Вонг народився 30 липня 1927 року в Сан-Франциско, у сім'ї китайських іммігрантів. Вивчав політологію і журналістику в Каліфорнійському університеті в Берклі, а також теологію в університеті Чикаго. Після повернення в Сан-Франциско продовжив навчання в Інституті мистецтв.
Працював журналістом, став одним з перших американських репортерів китайського походження. Працював у щоденній програмі «Newsroom» на каналі KQED, з 1968 по 1974 рік. Потім став актором у місцевому Американо-азійському театрі. Його дебют відбувся в 1980 році в постановці «Паперові янголи». Театральну кар'єру продовжив у Нью-Йорку.
На великому екрані з'являвся в основному в другорядних ролях. Серед фільмів з його участю, такі картини, як «Рік Дракона» (1985), «Великий переполох у малому Китаї» (1986), «Шанхайський сюрприз» (1986), «Золоте дитя», (1986), «Останній імператор» (1987), «Принц темряви» (1987), «Тремтіння землі» (1989), «Три ніндзя» (1992), «Той, що біжить по льоду» (1993), «Нефрит» (1995), «Сім років у Тибеті» (1997).
У 1998 році, після двох перенесених інсультів, Віктор Вонг завершив свою акторську кар'єру.
Помер 12 вересня 2001 року від паралічу серця в невеликому китайському поселенні Лок у Каліфорнії.